# 네이트 카
네이트 카(영어: Nate Carr)로 잘 알려진 너새니얼 카(영어: Nathaniel Carr, 1960년 6월 24일~)는 미국의 전직 레슬링 선수이다. 1988년 하계 올림픽 남자 자유형 라이트 종목에서 동메달을 획득했다.